# 朱雷朗·泽德卡亚
朱雷朗·泽德卡亚（Jurelang Zedkaia，1950年7月13日—2015年10月7日），马绍尔群岛部族酋长、政治家，2009年10月26日，他当选该国第五任总统。

## 生平
泽德卡亚是该国首都所在地的马朱罗环礁部族酋长，他曾经是议会副议长， 2008年1月当选为议会议长。
马绍尔群岛议会2009年10月21日以17票赞成、15票反对的投票结果通过对总统利托克瓦·托梅茵的不信任案，从即日起解除托梅茵总统职务。总统助理部长鲁宾·扎克拉斯被议长指定为代理总统。
2009年10月26日，泽德卡亚以17票赞成、15票反对的投票结果，击败前总统凯塞·诺特，当选为该国新一任总统，并于11月2日就职。2012年1月卸任。
2015年10月7日在马朱罗因心脏病逝世，享年65岁。